# Vitbukig drongo
Vitbukig drongo (Dicrurus caerulescens) är en fågel i familjen drongor inom ordningen tättingar.

## Utseende
Vitbukig drongo är med en kroppslängd på 24 cm en rätt liten medlem av familjen. Fjäderdräkten är gråsvart, förutom vitt från buken och bakåt. Fåglar i södra Sri Lanka (leucopygialis) är dock endast vita på undergump och undre stjärttäckare.

## Utbredning och systematik
Vitbukig drongo delas in i tre underarter med följande utbredning:
- Dicrurus caerulescens caerulescens – förekommer i nedre bergssluttningar i södra Nepal och i Indien
- Dicrurus caerulescens insularis – förekommer i norra Sri Lanka
- Dicrurus caerulescens leucopygialis – förekommer i Sri Lanka

## Status och hot
Arten har ett stort utbredningsområde, men tros minska i antal, dock inte tillräckligt kraftigt för att den ska betraktas som hotad. Internationella naturvårdsunionen IUCN listar arten som livskraftig (LC).